# Тонкоголкова аспіраційна пункційна біопсія
Тонкоголкова аспіраційна пункційна біопсія (ТАПБ) — це діагностична процедура, суть якої полягає у отриманні клітин з підозрілого новоутворення та виконання мікроскопічного дослідження цих клітин.
Технічно, ця діагностична процедура передбачає введення тонкої голки через шкіру в підозріле утворення, аспірування клітин з цього утворення за допомогою шприца, подальша фіксація з цитологічним фарбуванням отриманого аспірату та дослідження за допомогою мікроскопії. Ще одним можливим варіантом дослідження отриманого зразка може бути ізоляція ДНК або РНК для молекулярно-генетичного тестування.
ТАПБ вважається безпечним та малотравматичним методом діагностики, у порівнянні з відкритою біопсією та характеризується низьким рівнем можливих ускладнень.

## Покази
Виконання ТАПБ рекомендовано в наступних випадках:
1. Наявність пухлинного утворення неясного генезу.
2. Біопсія пухлини, діагноз якої підтверджений. Біопсія в такому випадку проводиться для оцінки ефективності проведеного лікування.

Коли пухлину можна пропальпувати, біопсія зазвичай проводиться цитопатологом або хірургом. В цьому випадку процедура, як правило, швидка й проста. В іншому випадку, воно може бути виконана інтервенційним радіологом, лікарем з професійною підготовкою у виконанні такої біопсії з використанням рентгену або ультразвуку для точного визначення місця взяття біопсії. В цьому випадку процедура може потребувати ретельнішої підготовки і більшого часу виконання.
Крім того, тонкоголкова аспіраційна пункційна біопсія є головним методом, використовуваним для біопсії хоріона, а також для багатьох типів біологічних рідин.
Він також використовується коли беруться пункції з ультразвуковим наведенням у таких випадках, як абсцес молочної залози, кісти молочної залози, і сероми.

## Підготовка
Перед проведення процедури можливо доведеться застосувати деякі препарати.
- Забороняється використовувати аспірин або нестероїдні протизапальні препарати (наприклад, ібупрофен, напроксен) за тиждень до проведення процедури
- Забороняється їсти за кілька годин до проведення процедури
- Стандартні аналізи крові (у тому числі на згортання) повинні бути проведені за два тижні до біопсії.
- Забороняються суспензії з антикоагулянтів крові
- Можливе запровадження антибактеріальної профілактики.

Перед початком процедури можливе вимірювання життєво важливих показників (пульс, артеріальний тиск, температура тощо). Для пацієнтів з підвищеною тривожністю можна зробити внутрішню ін'єкцію седативного препарату. Для пацієнтів з меншою тривожністю, можливе призначення пероральних препаратів (Валіум) перед процедурою.

## Процедура

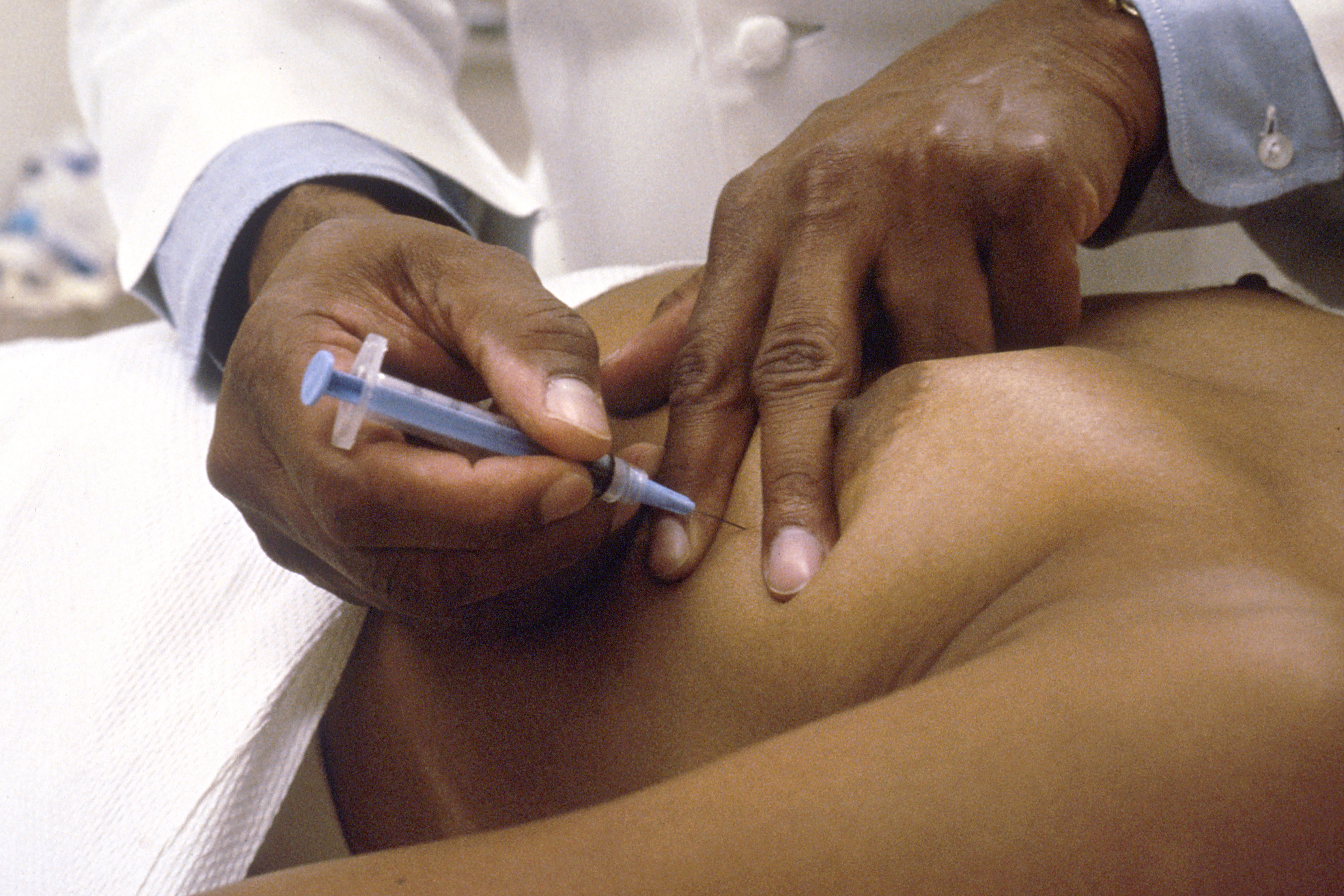
Проведення ТАПБ підозрілого утворення молочної залози.

Перед проведенням ТАПБ шкіра в ділянці вводу голки обробляється розчином антисептика, в деяких випадках проводиться анестезія цієї ділянки місцевими анестетиками.
Підозріле утворення локалізується за допомогою пальпації або під контролем УЗД, що є точнішим та найчастіше використовуваним підходом в наш час. Після локалізації утворення, в ділянку його проєкції на шкіру вводиться тонка голка дуже малого діаметра, з подальшим її просуванням в паренхіму підозрілої маси, на кінець голки під'єднується шприц та виконується аспірація. Для ефективного результату, процедуру виконують 3 рази, таким чином отримується 3 фракції біоптатів.

## Критика
Дослідження 2004 року, показало, що в одному випадку пункційна біопсія пухлини печінки призвела до поширення раку на шляху голки і було зроблено висновок, що пункційна біопсія, була небезпечною і непотрібною. Згодом, висновки, зроблені у цій статті зазнали суттєвої критики.